# Amatörfilmen
Pour plus de détails, voir Fiche technique et Distribution.
Amatörfilmen est un film suédois muet réalisé par Gustaf Molander, sorti en 1922.

## Synopsis
Edmond, un joaillier renommée, se découvre un nouveau concurrent lorsque M. Snyder, spécialisé dans les imitations, s'installe près de sa boutique. À la suite de querelles, Snyder défie Edmond en prétendant qu'il peut créer une imitation si parfaite de n'importe quelle perle choisie par Edmond, que ce dernier ne pourra pas faire la différence....

## Fiche technique
- Titre original : Amatörfilmen
- Réalisation : Gustaf Molander
- Scénario : Björn Hodell d'après une nouvelle du prince Guillaume de Suède
- Directeurs de la photographie : Arthur Thorell
- Sociétés de production : Biografernas Filmdepot, Åhlén och Åkerlund
- Producteur : Torsten Ohlson
- Pays d'origine :  Suède
- Durée : 65 minutes
- Format : Noir et blanc - 35 mm - Muet
- Dates de sortie :
  -  Suède : 30 octobre 1922

## Distribution
- Nils Aréhn
- Mimi Pollak
- Alfred Pettersson
- Einar Axelsson
- Carl Nissen
- Elias Ljungqvist
- Linnéa Hansen
- John Neuman
- William Henry von Reis
- Gösta Alexandersson
- Elsa Ebbesen
- Tore Lindwall
- Georg Funkquist
- Anna Wallin
- Bernhard M. Linder
- Signe Hacksell
- Ivar Ek